# Hieracium murorum
Hieracium murorum es una especie de planta con flor del género Hieracium, de la familia Asteraceae, orden Asterales.

## Distribución
Hieracium murorum se distribuye por Albania, Austria, Estados Bálticos, Bielorrusia, Bélgica, Bulgaria, Rusia, Córcega, Chequia-Eslovaquia, Dinamarca, Finlandia, Francia, Alemania, Gran Bretaña, Grecia, Groenlandia, Hungría, Islandia, Irlanda, Italia, Crimea, Países Bajos, Cáucaso Norte, Noruega, Península Balcánica Noroccidental, Polonia, Portugal, Rumanía, Cerdeña, Sicilia, España, Suecia, Suiza, Transcaucasia, Turquía y Ucrania.

## Taxonomía
Fue descrita científicamente por Carlos Linneo.